# Vụ bạo lực nam sinh lớp 8 ở Hà Nội 2024
Vào lúc 15 giờ, ngày 17 tháng 3 năm 2024 theo giờ Việt Nam, một vụ bạo lực đã diễn ra tại khu vực sân đình Lệ Mật, phường Việt Hưng, quận Long Biên, thành phố Hà Nội giữa 3 thanh thiếu niên. Nguyên nhân của vụ bạo lực bắt đầu khi một nam sinh lớp 8 có tên Nguyễn Hoàng Đạt đã xảy ra mâu thuẫn với Trương Văn Khang nhỏ hơn 2 tuổi và Đạt đã sử dụng bạo lực với Khang. Do bị tấn công, ngay sau đó, Khang đã gọi anh trai mình là Trương Văn Minh, sinh năm 2008 để giải quyết mâu thuẫn. Sự việc đã khiến Nguyễn Hoàng Đạt bị tổn thương nặng và phải thở máy trong thời gian dài. Đến ngày 21 tháng 5, Hoàng Đạt được xác nhận tử vong. Vụ việc đã gây chú ý lớn bởi sự tham gia của các đối tượng đa phần là trẻ vị thành niên, nằm trong nhóm đối tượng chưa đủ 16 tuổi. Ngoài ra, nhiều thông tin sai lệch cũng đã được phát tán trong thời gian sau đó cũng khiến cho vụ bạo lực trở nên phổ biến trên các nền tảng mạng xã hội.

## Diễn biến

### Vụ bạo lực
Vào lúc 15 giờ, ngày 17 tháng 3 năm 2024, Trương Văn Khang (sinh năm 2012, em trai của Minh) đã đến khu vực đình Lệ Mật chơi bóng rổ thì mâu thuẫn và sau đó bị Nguyễn Hoàng Đạt (sinh năm 2010) dùng tay tát vào mặt. Ngay sau đó, cậu bé Trương Văn Khang đã đi gọi anh trai là Trương Văn Minh (sinh năm 2008) đến để yêu cầu giải quyết mâu thuẫn. Trên đường đến khu vực đình Lệ Mật thì cả hai anh em đã gặp bố là Trương Văn Tâm và sau đó tường thuật lại sự việc. Ngay sau đó, Trương Văn Tâm đã lấy xe máy chở hai con của mình đến đình Lệ Mật để xem ai đánh. Theo báo Tiền Phong, Trương Văn Tâm cũng đã yêu cầu hai con đi tìm ông nội trong sân đình còn mình quay về. Tại đây, Trương Văn Minh và Trương Văn Khang đã tấn công Hoàng Đạt khiến cậu bé ngã ra đất. Sau khi Hoàng Đạt bị đánh, Trương Văn Tâm đã vào can và chở hai con của mình về nhà. Khi quay trở lại sân đình Lệ Mật, anh Trương Văn Tâm đã phát hiện Hoàng Đạt có biểu hiện choáng, mặt tái nên đã đưa cậu bé vào bệnh viện đa khoa Đức Giang. Sau đó được chuyển sang Bệnh viện Trung ương Quân đội 108 để điều trị. Bệnh viện xác định Hoàng Đạt bị chấn thương sọ não, hôn mê và tiên lượng tử vong cao. Trước đó khoảng 16 giờ, mẹ của nạn nhân cũng đã được gọi đến bệnh viện. Vụ việc diễn ra trong bối cảnh trong không có camera an ninh cũng như vắng người qua lại.

### Quá trình điều trị
Theo gia đình nạn nhân, do bị tổn thương quá nặng, sự sống của Hoàng Đạt gần như không còn và phải duy trì bằng máy thở. Đến ngày 25 tháng 3, cậu bé được di chuyển về Bệnh viện Đa khoa Phú Thọ và tiếp tục duy trì máy thở. Theo luật sư Nguyễn Anh Thơm, người hỗ trợ pháp lý cho gia đình nạn nhân cho biết, lý do đưa về bệnh viện tuyến tỉnh là để "cơ quan chức năng tiến hành khám nghiệm pháp y và đưa ra kết luận nguyên nhân tử vong". Phú Thọ đồng thời cũng là quê hương của bố cậu bé. Theo mẹ của cậu bé chia sẻ trên báo Thanh Niên, người nhà trong gia đình tấn công cậu bé đã có đến thăm và khẳng định sẽ đưa 70 triệu đồng đồng thời nói, "chỉ lo được như thế". Theo báo Dân Việt, gia đình Minh đã bồi thường cho gia đình nạn nhân 100 triệu đồng. Ngày 26 tháng 3, Trung tâm pháp y Hà Nội xác nhận tỷ lệ tổn hại sức khỏe của nạn nhân là 99%.
Đến ngày 31 tháng 3, nạn nhân vẫn trong tình trạng nguy kịch, tuy nhiên đồng tử đã co hơn trước khi giảm đường kính từ 8 mm xuống 4 mm. Đồng thời, bệnh nhân vẫn được xác nhận viêm màng não, viêm phổi, suy thận và chấn thương sọ não. Sau một tháng điều trị, sức khỏe của Đạt vẫn không cải thiện. Đến hôm 20 tháng 5, Hoàng Đạt đã được di chuyển về Bệnh viện Nhi Trung ương trong tình trạng hôn mê sâu, suy đa tạng, sốc nhiễm khuẩn, nhiễm trùng thứ phát do phải nằm viện lâu. Lý do chuyển viện được cho là theo nguyện vọng của gia đình. Đến 12 giờ 35 phút ngày 21 tháng 5, Nguyễn Hoàng Đạt được xác nhận đã tử vong tại Bệnh viện Nhi Trung ương.

## Đối tượng liên quan

### Nạn nhân
Nguyễn Hoàng Đạt sinh năm 2010 có năng khiếu về thể thao. Cậu bé cũng đã đạt được nhiều thành tích và huy chương. Tuy nhiên, một số nguồn khác nói câu bé có năng khiếu về hội họa. Vào khoảng 10 năm trước vụ tai nạn, gia đình Đạt đã đưa cậu bé xuống Hà Nội thuê trọ ở phường Thượng Thanh, quận Long Biên. Cả bố và mẹ Đạt lúc này đều là công nhân. Đến năm 2021, bố của cậu bé mất do tai nạn giao thông, cậu bé cùng mẹ là Nguyễn Thị Lan (39 tuổi) sinh sống tại quận Long Biên, thành phố Hà Nội thông qua việc bán hàng rong. Hoàng Đạt đang học lớp 8 tại Trường trung học cơ sở Việt Hưng. Ủy ban nhân dân phường Thượng Thanh cũng đã xác nhận gia đình Đạt thuộc diện khó khăn.

### Trương Văn Minh và gia đình
Trương Văn Minh sinh năm 2008, bố mẹ anh đã ly hôn cách đây khoảng 10 năm trước khi xảy ra vụ bạo lực. Minh thường sinh sống cùng ông bà nội và em trai Trương Văn Khang của mình. Bố là Trương Văn Tâm của Minh làm nghề chụp ảnh, sinh sống tại một căn nhà 3 tầng ở gần đình Lệ Mật.

## Xét xử

### Khởi tố
Vào ngày 19 tháng 3 năm 2024, gia đình của Hoàng Đạt chính thức trình báo vụ việc cậu bé bị đánh thương tích tại sân đình Lệ Mật thuộc phường Việt Hưng, quận Long Biên, thành phố Hà Nội đến Công an quận. Theo báo Lao động, sau khi tiếp nhận thông tin từ gia đình nạn nhân, công an quận đã gửi thông tin đến Công an Thành phố để xác minh vụ án. Đến ngày 27 tháng 3, cơ quan cảnh sát điều tra công an quận Long Biên chính thức ra quyết định khởi tố vụ án, khởi tố bị can và ra bệnh bắt tạm giam Trương Văn Minh để điều tra về hành vi cố ý gây thương tích. Luật sư Nguyễn Anh Thơm từ Đoàn Luật sư Thành phố Hà Nội cũng xác nhận sẽ tham gia hỗ trợ và bảo vệ quyền lợi pháp lý cho Hoàng Đạt miễn phí.
Trong quá trình điều tra, đến ngày 14 tháng 8, công an Quận Long Biên đã khẳng định bố của Trương Văn Minh không phải là đồng phạm trong vụ bạo lực. Đồng thời, Trương Văn Minh và Trương Văn Khang bị đưa ra quyết định truy tố với tội danh "Cố ý gây thương tích". Tuy nhiên, do vào lúc phạm tội, Trương Văn Khang chưa đủ tuổi chịu trách nhiệm hình sự nên được địa phương và trường học giáo dục, quản lý.

### Tuyên án
Tháng 12 năm 2024, Trương Văn Minh bị tuyên án 4 năm 9 tháng tù, bị cáo và người đại diện phải bồi thường cho gia đình bị hại hơn một tỷ đồng.

## Đánh giá
Theo luật sư Nguyễn Anh Thơm, Đoàn Luật sư Thành phố Hà Nội cũng đồng thời là người hỗ trợ pháp lý cho gia đình nạn nhân cho rằng, cả nạn nhân và người tấn công đều là trẻ vị thành niên. Trong vụ án, nạn nhân chỉ mới 14 tuổi nên sẽ có thể áp dụng tình tiết tăng nặng khi phạm tội "đối với người dưới 16 tuổi". Tuy nhiên, người tấn công cũng dưới 16 tuổi nên chỉ có thể chịu hình phạt tối đa bằng một nửa so với người trưởng thành. Trong khi đó, Phó Chủ tịch Hội Khoa học tâm lý giáo dục Việt Nam – Tiến sĩ Nguyễn Tùng Lâm cho rằng, sự việc là điển hình cho "mức độ nghiêm trọng" của việc giáo dục trẻ em hiện nay tại Việt Nam. Đồng thời kêu gọi mọi người xem đây là một "bài học" trong việc giáo dục ý thức trẻ. Theo Phó hiệu trưởng Trường Đại học Giáo dục thuộc Đại học Quốc gia Hà Nội, PGS.TS Trần Thành Nam cho biết có một số người chưa có ý thức về pháp luật từ trẻ em đến phụ huynh. Ông cho rằng đây là một trong các lý do dẫn đến việc sử dụng bạo lực để giải quyết bạo lực. Ngoài ra, ông Nam cũng cho rằng thay vì để cho luật pháp xử lý thì một số bộ phận đã sử dụng "luật rừng" tự mình đến nhà Trương Văn Minh để ném chất bẩn, gạch đá... Ông nói thêm, "Họ nghĩ rằng hành động này là hay, cho rằng mình đại diện cho công lý! Nhưng đây họ đang sử dụng bạo lực để giải quyết bạo lực".

## Phản ứng

### Chính quyền địa phương
Sau khi phát ra thông báo khởi tố, cùng ngày, trên Fanpage chính thức của Công an Thành phố Hà Nội cơ quan này đã xác nhận, "Vụ việc nêu trên xuất phát từ va chạm, mâu thuẫn trong sinh hoạt đời thường nhưng gây hậu quả đáng tiếc, không mong muốn. Hành vi vi phạm pháp luật của Minh sẽ bị xử lý nghiêm minh". Công an địa phương cũng phát ra thông báo về việc hàng loạt các thông tin được cho là "sai bản chất vụ việc", "tác động xấu đến dư luận xã hội" đang được lan truyền. Cơ quan này yêu cầu người dân cần cảnh giác trước mọi thông tin. Tại một buổi họp báo của Ủy ban nhân dân thành phố Hà Nội, Phó giám đốc Công an Thành phố Hà Nội Nguyễn Thanh Tùng truy bắt những người lan truyền "thông tin xấu độc" liên quan đến vụ việc.

### Xã hội
Sau khi sự cố bạo lực nam sinh lớp 8 diễn ra tại sân đình Lệ Mật, người dân tập trung tại đây cũng bắt đầu hạn chế. Trước đó, cơ quan chức năng địa phương cũng đã thu dọn các dụng cụ liên quan đến bóng rổ trong sân đình. Ngoài ra, nhà của Trương Văn Minh cũng đã bị nhiều người tấn công bằng chất bẩn và gạch đá dẫn đến tình trạng gia đình Trương Văn Minh luôn phải đóng cửa. Công việc kinh doanh của gia đình Trương Văn Minh cũng dừng lại, phía gia đình cũng ngừng giao tiếp với hàng xóm. Trên mạng xã hội tại Việt Nam, cộng đồng mạng cũng đã lan truyền thông tin người tấn công Hoàng Đạt không phải là Trương Văn Minh mà là bố của Minh hay bố của Minh đứng ngoài cổ vũ cho hai con tấn công Hoàng Đạt. Tuy nhiên, thông tin này đã phía cơ quan chức năng địa phương bác bỏ. Trước khi có thông tin Hoàng Đạt tử vong, bạn học của cậu cùng nhiều người dùng mạng xã hội đã gửi nhiều lời chúc cùng cầu nguyện cho sức khỏe của cậu bé. Thậm chí còn có một số người gấp 1.000 hạc giấy để mong cậu bé khỏe lại. Nhiều phụ huynh cũng đã góp tiền cho gia đình của Hoàng Đạt khi cậu bé còn được chăm sóc ở Hà Nội. Trên báo Pháp luật Thành phố Hồ Chí Minh, nhiều ý kiến cũng bày tỏ trách nhiệm của phụ huynh đối với con cái trong trường hợp trẻ con bạo lực học đường khi chưa đủ tuổi chịu trách nhiệm hình sự. Đồng thời, hy vọng những điều tốt đẹp đến với nạn nhân.
Nếu bây giờ có 1 phép màu thì bọn tao mong mày có thể khỏe lại đi học bình thường. Lúc đấy bọn tao sẽ không ghi mày vào sổ đâu, cũng không để mày phải bị chép phạt nội quy học sinh nữa đâu. Nhưng có vẻ phép màu không đến với mày mất rồi. Thôi thì bọn tao mong mày yên nghỉ nhé, dù mày có ở đâu thì hãy nhớ rằng bọn tao sẽ luôn nhớ về mày, mong rằng nếu có kiếp sau mày sẽ có một cuộc sống hạnh phúc nhé...— Hai bạn học cạnh lớp của Hoàng Đạt

Vào giữa cuối tháng 6, trên mạng xã hội TikTok tại Việt Nam, một số đoạn video đã quay lại hình ảnh một số người dân đã thắp nến và hoa để tưởng nhớ Nguyễn Hoàng Đạt ở khu vực đình Lệ Mật, nơi đã diễn ra vụ bạo lực. Trên hoa, một số mảnh giấy cũng đã ghi những thông điệp như, "Nụ cười con nở hôm nay / Mãi là kỷ niệm đong đầy yêu thương" để bày tỏ sự tiếc thương đến với nạn nhân. Cũng trong thời gian đó, trên nền tảng TikTok cũng đã chia sẻ một số đoạn video về đám đông mặc áo có in hình Nguyễn Hoàng Đạt tập trung khu vực xung quanh nhà Trương Văn Minh. Trong video, hình ảnh của lực lượng dân quân tự vệ và cảnh sát địa phương cũng có mặt tại hiện trường.